# Scary Kids Scaring Kids
Scary Kids Scaring Kids var ett amerikanskt post-hardcore-band bildat i Gilbert, Arizona 2002. Namnet är tagit från en låt av Cap'n Jazz med samma namn.

## Historia

### Tidiga åren
Bandet - som från början bestod av Tyson Stevens (sång), Chad Crawford (gitarr), Steve Kirby (gitarr) och Peter Costa (trummor) - spelade in sin första, självfinansierade, debut-EP After Dark, medan de fortfarande gick i high school. After Dark nysläpptes sedan år 2005 på Immortal Records. Efter att bandet nästan upplöstes så bestämde de sig för att börja spela på heltid. De tvättade bilar och tog ut lån för att finansiera sina turnéer.
Bandet sitt första studioalbum 2005. Det hette The City Sleeps in Flames och spelades in under fem veckor med producenten Brian McTernan. Med upplyftande gitarriff och intensiv sång återspeglar albumet många av de personliga utmaningar bandet fick ta itu med under sina månadslånga turnéer.

### Självbetitlade albumet och framtiden
Scary Kids Scaring Kids, släpptes 28 augusti 2007 och producerades av Don Gilmore (som tidigare arbetat med Dashboard Confessional, Linkin Park och Good Charlotte). Det spelades in i North Hollywood, Kalifornien och var resultat efter mycket arbete från bandet, trots att de varit på turné större delen av året. Bandet ville att skivan skulle vara ett sammansatt album och inte en ihop slängd samling av låtar. Det kan ses på övergångarna mellan låtarna, en preludium och ett mellanspel, samt referenser genom skivan till andra spår på albumet.
Albumet innehåller många olika, men ändå länkade, teman. Allt från att bibehålla och uppskatta individualitet till att stå för vad man tror på och inte backa. Poyuan förklarar: "Låttexterna handlar om att gräva djup i sig själv och hitta vem man verkligen är. Vi hade verkligen tid att få albumet att låta precis som vi ville och fokusera på varje spår för sig. Förut har vi haft dåligt med tid, men med denna skiva kunde vi fokusera på de små detaljerna som gör stor skillnad. Vi är så stolta över detta album att vi inte hade nått annat namn för det. Det här är vad Scary Kids handlar om idag."
I januari 2008 fick bandet en "Libby Award" av PETA i kategorin "Bästa nykomlingar". Scary Kids Scaring Kids fick priset för deras kritisering av snabbmatskedjan Kentucky Fried Chickens reklamkampanj "I'm Not A Nugget".
Bandet lämnade Immortal Records innan det gick i konkurs och skrev på för skivbolaget RCA Records. Under sin höstturné med Anberlin, Straylight Run och There For Tomorrow bekräftade bandet att de skulle börja arbeta på sitt nya album efter turnéns slut. Detta album blev dock aldrig släppt eftersom de hann splittras innan det blev klart.

## Turnerande
Sen nysläppet av After Dark 2005 har bandet turnerat med många olika band, bland annat Silverstein, Aiden, Chiodos, Funeral for a Friend, The Devil Wears Prada och Emery. De spelade även på Vans Warped Tour 2006 och 2007.
2007 spelade bandet på "Take Action Tour", en ideell turné som samlar pengar för olika ändamål, bland annat självmordsförebyggande - tillsammans med The Red Jumpsuit Apparatus, Emery, Kaddisfly och A Static Lullaby.
2008 turnerade med Haste the Day under ders "VS. Tour" tillsammans med bland annat Drop Dead, Gorgeous. 19 maj 2008 bekräftade Scary Kids Scaring Kids att det skulle på turné med Finch med början 18 juli samma år.

## Medlemmar
- Tyson Stevens - sång
- Pouyan Afkary - keyboard
- Chad Crawford - gitarr, sång
- DJ Wilson - bas
- Steve Kirby - gitarr
- James Ethridge - trummor

## Diskografi

### Studioalbum & EP
- After Dark EP (2003)
- The City Sleeps in Flames (2005)
- Scary Kids Scaring Kids (2007)

### Samlingsskivor
- Music on the Brain Vol. 2
- Punk The Clock Vol. 2
- Masters of Horror Soundtrack
- Punk Goes '90s
- U.S. Cellular Emerging Artists Vol. 1
- Punk Goes Crunk

### Singlar
| År   | Titel                               | Album                     |
| ---- | ----------------------------------- | ------------------------- |
| 2005 | "The Only Medicine"                 | The City Sleeps in Flames |
| 2006 | "The City Sleeps In Flames"         | The City Sleeps in Flames |
| 2006 | "My Darkest Hour"                   | The City Sleeps in Flames |
| 2007 | "Faces" (Skriven av James Ethridge) | Scary Kids Scaring Kids   |
| 2007 | "Snake Devil"                       | Scary Kids Scaring Kids   |
| 2007 | "The Deep End"                      | Scary Kids Scaring Kids   |